# マクマレン郡 (テキサス州)
マクマレン郡（マクマレンぐん、英: McMullen County）は、アメリカ合衆国テキサス州の南部に位置する郡である。2010年国勢調査での人口は707人であり、2000年の851人から16.9%減少した。テキサス州では5番目に人口の少ない郡である。郡庁所在地は国勢調査指定地域のティルデン（人口297人）である。マクマレン郡は1877年に設立され、郡名はテキサス・コロニーの設立者ジョン・マクマレンに因んで名付けられた。
マクマレン郡庁舎は、ニューヨーク州バッファロー出身の建築技師ウィリアム・チャールズ・スティーブンソンが設計した。スティーブンソンは他にもビー郡庁舎などビービルの町で50ほどの建物を設計した。

## 地理
アメリカ合衆国国勢調査局に拠れば、郡域全面積は1,143平方マイル (2,960 km2)であり、このうち陸地1,113平方マイル (2,883 km2)、水域は30平方マイル (78 km2)で水域率は2.59%である。

### 主要高規格道路
- テキサス州道16号線
- テキサス州道72号線

### 隣接する郡
- アタスコサ郡 - 北
- ライブオーク郡 - 東
- デュバル郡 - 南
- ウェブ郡 - 南西
- ラサール郡 - 西
- フリオ郡 - 北西

## 人口動態
以下は2000年の国勢調査による人口統計データである。
| 基礎データ - 人口: 851人 - 世帯数: 355 世帯 - 家族数: 238 家族 - 人口密度: 1人/km2（1人/mi2） - 住居数: 587軒 - 住居密度: 0軒/km2（0軒/mi2） 人種別人口構成 - 白人: 88.37% - アフリカン・アメリカン: 1.18% - ネイティブ・アメリカン: 0.24% - その他の人種: 8.93% - 混血: 1.29% - ヒスパニック・ラテン系: 33.14% 年齢別人口構成 - 18歳未満: 23.4% - 18-24歳: 6.3% - 25-44歳: 23.7% - 45-64歳: 28.7% - 65歳以上: 17.9% - 年齢の中央値: 43歳 - 性比（女性100人あたり男性の人口） - 総人口: 101.2 - 18歳以上: 105.7 | 世帯と家族（対世帯数） - 18歳未満の子供がいる: 25.9% - 結婚・同居している夫婦: 59.7% - 未婚・離婚・死別女性が世帯主: 5.6% - 非家族世帯: 32.7% - 単身世帯: 30.7% - 65歳以上の老人1人暮らし: 14.9% - 平均構成人数 - 世帯: 2.40人 - 家族: 3.01人 収入と家計 - 収入の中央値 - 世帯: 32,500米ドル - 家族: 35,417米ドル - 性別 - 男性: 26,953米ドル - 女性: 20,982米ドル - 人口1人あたり収入: 22,258米ドル - 貧困線以下 - 対人口: 20.7% - 対家族数: 15.9% - 18歳未満: 28.6% - 65歳以上: 17.9% |

## 都市と町
- カリハム、未編入の町
- ティルデン - 郡庁所在地

## 教育
マクマレン郡の教育はマクマレン郡独立教育学区が管轄している